# TV Canção Nova RS
TV Canção Nova RS é uma emissora de televisão brasileira concessionada em Novo Hamburgo, porém sediada em São Leopoldo, ambas cidades do Rio Grande do Sul. Opera no canal 52 (14 UHF digital), e é afiliada à TV Canção Nova. Pertence à Unisinos, tendo sido inaugurada como TV Unisinos, nomenclatura que utilizou de 2003 a 2017.

## História

### TV Unisinos (2003-2017)
A TV Unisinos entrou no ar em 3 de julho de 2003, às 18h30, operando no canal 30 UHF, em meio às comemorações do 34° aniversário da Unisinos. A inauguração contou com uma apresentação da Orquestra Unisinos. Em 22 de dezembro de 2003, a emissora passou a operar também por meio do canal 32 da operadora NET, alcançando mais telespectadores em Porto Alegre.
Em julho de 2011, a TV Unisinos foi premiada por ter produzido a melhor reportagem exibida no Canal Futura no ano, durante o IV Encontro de Jornalismo em Rede, promovido pela rede educativa. A matéria vencedora, intitulada "Homens que adotam", foi produzida pela repórter Vanessa Ioris.
Em 1º de setembro de 2013, por solicitação do Ministério das Comunicações, a TV Unisinos deixou de operar no canal 30 UHF, passando a transmitir por meio do canal 52 UHF, concessionado para a Unisinos na cidade de Novo Hamburgo.
No dia 3 de maio de 2016, a TV Unisinos rompeu a afiliação com o Canal Futura, em meio a uma reestruturação que levou à demissão de sete funcionários e ao encerramento das operações da emissora no sinal aberto.

### TV Canção Nova RS (2017-atual)
Em abril de 2017, a emissora retomou suas operações no canal 52 UHF e deu início à retransmissão integral da programação da TV Canção Nova e abandonou a nomenclatura TV Unisinos, que passou a ser somente utilizada pela universidade nos meios digitais. Em dezembro de 2018, a emissora assumiu o sinal em algumas retransmissoras da rede e da Fundação Fraternidade, de Taquari, tornando-se a geradora oficial da rede católica no estado.

## Sinal digital
| Canal virtual | Canal digital | Resolução de tela | Programação                                       |
| ------------- | ------------- | ----------------- | ------------------------------------------------- |
| 52.1          | 14 UHF        | 1080i             | Programação da TV Canção Nova RS / TV Canção Nova |

A TV Canção Nova RS passou a operar no sinal digital em 22 de setembro de 2017, por meio do canal 51 UHF e do canal virtual 52.1. Em 2 de janeiro de 2020, o canal físico da emissora foi alterado para o 14 UHF.

### Transição para o sinal digital
Com base no decreto federal de transição das emissoras de TV brasileiras do sinal analógico para o digital, a TV Canção Nova RS, bem como as outras emissoras de Novo Hamburgo, cessou suas transmissões pelo canal 52 UHF em 14 de março de 2018, seguindo o cronograma oficial da Agência Nacional de Telecomunicações (ANATEL).